# Avusy
Avusy est une commune suisse du canton de Genève composée de trois villages : Avusy, Sézegnin et Athenaz.

## Géographie

### Situation
Avusy mesure 5,19 km2. 21,8 % de cette superficie correspond à des surfaces d'habitat ou d'infrastructure, 68,6 % à des surfaces agricoles, 8,9 % à des surfaces boisées et 0,8 % à des surfaces improductives.
La commune est constituée de cinq localités : Avusy, Athenaz, Champlong, Eaumorte (Eaumorte étant partagé avec le territoire de la commune d'Avully), Sézegnin ; elle compte également quelques habitations dans le hameau d'Eaumorte. Située près de la pointe ouest de la Suisse, Avusy est entourée de Chancy, Avully, Cartigny, Laconnex et Soral. Au sud, elle est frontalière du département français de la Haute-Savoie sur plusieurs kilomètres et jouxte alors la commune de Viry.
Historiquement, la commune d'Avusy est vouée à l'agriculture. Aujourd'hui encore, elle reste attachée à cette vocation.

## Histoire
Le 20 juin 1302, le nom d'Avusy apparaît pour la première fois, au moment du partage des terres situées entre Mont-de-Sion, Salève et Rhône.
Lors de l'attaque de 1602 de la Savoie contre Genève (L'Escalade), il est dit que le village de Sézegnin envoya un renfort de trois ou quatre hommes qui seraient arrivés en ville seulement après la fin des combats. D'où une expression genevoise qui nomme « renfort de Sézegnin » une aide modeste et arrivant (peut-être volontairement) trop tard.
Au début du XVIIIe siècle, entre 1711 et 1717, Pierre de la Grave, noble savoyard et catholique met les autorités genevoises dans l’embarras en raison de ses exactions. Seigneur de la région d’Avusy, Laconnex et Cartigny, il exerce un pouvoir discrétionnaire et tyrannique jusqu’à sa mort en 1718. Il faut dire que le traité de Lausanne, en 1564, avait placé cette région sous la double souveraineté de Genève et de la Savoie. Lors de cette période de tensions confessionnelles, le château de la famille catholique de La Grave, dans le hameau de Champlong, a été partiellement détruit par les protestants de Cartigny en 1564. En 1590, il a été rasé par les Bernois, qui n'ont laissé debout que l'enceinte. Cette perte suscite au sein de la famille une rancœur qui a duré plus d'un siècle.
Après le traité de Turin, en 1754, Avusy reste savoyarde. Les villages d'Avusy, Athenaz et Sézegnin sont alors autorisés à se réunir en une seule paroisse.
En 1815, Genève devenue suisse reçoit six communes de la France et 14 communes du royaume de Sardaigne, dont Avusy. C'est alors qu'est constituée la commune d'Avusy-Laconnex-Soral. Les gens d'Avusy obtiendront la séparation et formeront la commune actuelle en 1848.
La commune célèbre le Feuillu, une fête printanière.
Une nécropole de plus de 700 tombes a été découverte à Sézegnin, les tombes furent étudiées dans une thèse de doctorat. Ces tombes ont aujourd'hui disparu dans l'agrandissement de la gravière au bord de la Laire. Il s'agit d'un site burgonde datant du Ve siècle.

## Politique et administration
La commune comprend un maire et deux adjoints, qui constituent l'exécutif de la commune, ainsi qu'un conseil municipal de 13 membres, tous élus au suffrage universel pour un mandat de cinq ans.

### Membres de l’exécutif communal (législature 2020-2025)
L'exécutif de la commune, entré en fonction le 1er juin 2020, se compose de la façon suivante :
| Identité     | Étiquette | Étiquette | Fonction | Dicastères |
| ------------ | --------- | --------- | -------- | --- |
| René Jemmely | Avusy     |           | Maire    | Budget (délégué) Information (délégué) Relations intérieures et extérieures (délégué) Administration générale (délégué) Aménagement du territoire (délégué) Finances et Économie (délégué)     |
| Eric Gardi   | Avusy     |           | Adjoint  | Budget (délégué) Information (délégué) Relations intérieures et extérieures (délégué) Entretien du domaines privé et public communaux (délégué) Mobilité (délégué) Sécurité publique (délégué) |
| Oivier Goy   | Avusy     |           | Adjoint  | Budget (délégué) Information (délégué) Relations intérieures et extérieures (délégué) Environnement et Énergie (délégu) Action sociale (délégué) École (délégué) Culture et Loisirs (délégué)  |

### Conseil municipal (législature 2025-2030)
À la suite des élections municipales du 23 mars 2025, le conseil municipal, composé de 13 membres (ainsi que d'un bureau avec un président, un vice-président et un secrétaire), est renouvelé, et est représenté de la manière suivante :
| Parti     | Voix | Suffrages en % | +/-   | Sièges | +/- |
| --------- | ---- | -------------- | ----- | ------ | --- |
| AVUSY 1/2 | 188  | 55,91 %        | 55,91 | 7 / 13 | 7   |
| AVUSY 2/2 | 114  | 44,09 %        | 44,09 | 6 / 13 | 6   |

### Liste des maires
| Période       | Période       | Identité                   | Étiquette               | Qualité                          |
| ------------- | ------------- | -------------------------- | ----------------------- | -------------------------------- |
| 1848          | 1852          | François Deluermoz         |                         |                                  |
| 1852          | 1858          | Jacques Martel             |                         |                                  |
| 1858          | 1867          | Alexandre-Noël de la Grave |                         |                                  |
| 1867          | 1870          | Auguste Dethiollaz         |                         |                                  |
| 1870          | 1875          | Jacques Lescaze Roch       |                         |                                  |
| 1875          | 1882          | Joseph Nallet              |                         |                                  |
| 1882          | 1886          | Louis Courtois Gazel       |                         |                                  |
| 1886          | 1898          | Joseph Nallet              |                         |                                  |
| 1898          | 1906          | Joseph Gazel               |                         |                                  |
| 1906          | 1927          | Jean Burger                |                         |                                  |
| 1er juin 1927 | 31 mai 1947   | Jean Courtois              |                         |                                  |
| 1er juin 1947 | 31 mai 1963   | Jean Dethiollaz            |                         |                                  |
| 1er juin 1963 | 31 mai 1975   | André Dufournet            |                         |                                  |
| 1er juin 1975 | 31 mai 1979   | Laurent Roulet             |                         |                                  |
| 1er juin 1979 | 31 mai 1995   | Jean-Paul Terrier          |                         |                                  |
| 1er juin 1995 | 31 mai 1999   | Bruno Megevand             |                         |                                  |
| 1er juin 1999 | 31 mai 2007   | André Castella             | Entente communale       |                                  |
| 1er juin 2007 | 1er juin 2011 | Monique Meyer              | Entente communale       | Adjointe au maire de 2003 à 2007 |
| 1er juin 2011 | 31 mai 2025   | René Jemmely               | Entente-Unis pour Avusy | Adjoint au maire de 2007 à 2011  |
| 1er juin 2025 | en cours      | Éric Gardi                 |                         |                                  |

## Population et société

### Gentilé et surnom
Les habitants de la commune se nomment les Avusiens. Ils sont surnommés les Sablenis (ensablés).
Les habitants de la localité de Sézegnin se nomment les Sézemaniens et sont surnommés lô Mdhieu de Cheutralle, soit les mangeurs de sauterelles en patois genevois.

### Démographie
La commune compte 1 408 habitants au 31 décembre 2023 pour une densité de population de 271 hab/km2. Sur la période 2010-2023, sa population a augmenté de 2,2 % (canton : 14,6 % ; Suisse : 9,4 %).  

### La jeunesse
La jeunesse d'Avusy est une association qui regroupe des jeunes motivés des trois villages (Sézegnin, Avusy et Athenaz) souhaitant s'occuper de l'organisation des différentes activités ou fêtes de village. L'objectif de cette association est de contribuer à la vie de la commune d'Avusy. Celle-ci est constituée d'un président, d'un vice-président, d'un secrétaire, d'un trésorier et du reste des membres. Les jeunes peuvent entrer dans cette association à partir de l'âge de 18 ans et peuvent en sortir lorsqu'ils le souhaitent.
Ils organisent, deux fois par année, le « bal d'Athenaz » qui a lieu une fois en octobre et une fois au printemps. C'est une fête de village regroupant des personnes de tout âge pour profiter d'une belle soirée. Les bals ont lieu dans le centre communal d'Athenaz. Lors de chaque nouveau bal, un thème est choisi par les membres de la jeunesse et la salle est décorée en fonction de celui-ci. L'ambiance est très sympa puisque tous les âges s'y retrouvent pour faire la fête ensemble.
Ils participent également à l'organisation d'activités comme le tournoi de pétanque et le tournoi de Jass se déroulant au mois de mai ou encore la vogue du village qui se déroule en août. De plus, ils organisent des petits évènements comme la distribution de vin chaud dans les trois villages de la commune.

### Enfance et école
La commune d'Avusy possède un jardin d'enfant « Les Escargots ». Elle possède aussi une école primaire située à Athenaz, ainsi qu'un restaurant scolaire « Les P'tites assiettes » pour accueillir les enfants de l'école durant la pause de midi.
On y trouve également un Parascolaire, le Groupement intercommunal pour l’animation parascolaire (GIAP), s'occupant des enfants après l'école.
Finalement, pour trouver rapidement un/une baby-sitter, il est possible de demander de l'aide au « Couffin », une « Association intercommunale pour l’accueil familial de jour – Région Champagne, Bernex et Perly-Certoux ».

## Héraldique
| Blason | Blasonnement : D'or à la bande échiquetée de duex tires d'argent et de gueules. Commentaires : Les armoiries de la commune ont été adoptées en 1924. Elles ont été reprises des armes de la famille de la Grave, seigneurs des lieux. On leur fit toutefois subir une légère modification, d’où leur présentation actuelle. |